# Université Columbia
L'université Columbia (officiellement Columbia University in the City of New York ou tout simplement « Columbia ») est une université privée située dans le quartier de Morningside Heights, dans le nord-ouest de l'arrondissement de Manhattan, à New York (États-Unis). Elle trouve son origine dans le King's College fondée en 1754 par le roi George II de Grande-Bretagne. Elle est l'un des plus anciens établissements d’enseignement supérieur aux États-Unis et fait partie du groupe de l'Ivy League regroupant huit des universités les plus anciennes, les plus célèbres, les plus prestigieuses et les plus élitistes du pays.
Columbia est l'une des universités les plus sélectives et prestigieuses au monde. Le taux d'admission était de 3,9 % en 2023, comparable à ceux de Harvard et de Stanford. Classée première aux États-Unis pour la recherche, elle figure au sixième rang mondial (4e aux États-Unis) du classement CUWR des 1 000 meilleures universités mondiales et au huitième rang mondial du Classement Shanghai des universités en 2023.
En décembre 2021, ses anciens élèves, ses professeurs et son personnel comptent sept des pères fondateurs des États-Unis ; quatre présidents des États-Unis, dont Barack Obama ;  34 chefs d’État ou de gouvernement étrangers ; deux secrétaires généraux des Nations Unies ; dix juges de la Cour suprême des États-Unis ; 103 lauréats du prix Nobel (soit plus que toute autre institution de recherche ou université dans le monde) ; 125 membres de l’Académie nationale des sciences ;  53 milliardaires vivants ;  23 médaillés olympiques ; 33 lauréats d’un Oscar ; et 125 récipiendaires du prix Pulitzer.
L'université décerne chaque année le prix Pulitzer.

## Histoire

### 1754-1784: King's College
L'université Columbia fut fondée en 1754 sous le nom de King’s College par une charte émanant du roi de Grande-Bretagne, George II. C'est ainsi la plus vieille institution d'éducation supérieure dans l'État de New York. Lors de sa fondation, une polémique opposa les anglicans aux presbytériens. Pour les anglicans, l'université devait être clairement liée à l'église coloniale. La présidence devait être attribuée à un anglican et les services religieux se conformer à la liturgie anglicane. Les presbytériens refusaient ce lien institutionnel redoutant qu'elle ne devienne un lieu de prosélytisme anglican.
En juillet 1754, Samuel Johnson (1696-1772), philosophe et éducateur, donne ses premiers cours dans la nouvelle école à côté de Trinity Church, située sur l'actuelle Broadway à Manhattan. Il n'y avait alors que huit étudiants dans la classe. En 1767, le King's College (« Collège du Roi ») établit la première école de médecine aux États-Unis. La guerre d'indépendance américaine provoque l'interruption de l'enseignement pendant huit ans.

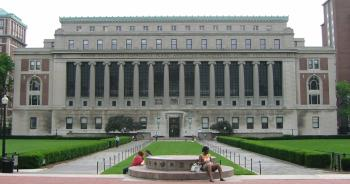
Butler Library, bibliothèque centrale de Columbia.

### 1784-1896: Columbia College
En 1784, après la guerre d'indépendance, l'établissement retrouve son activité et est rebaptisé Columbia College en l'honneur de l'indépendance acquise. Durant ses premières années d’existence, des élèves aussi prestigieux qu’Alexander Hamilton, John Jay, Gouverneur Morris, ou Robert R. Livingston ont fréquenté les bancs de Columbia.
En 1849, le collège déménage de Park Place vers la 49e rue et Madison Avenue, où il reste pendant 50 ans. Le département de droit est fondé en 1858. La première école des mines du pays, ancêtre de la Fu Foundation School of Engineering and Applied Science est établie en 1864. L'école de médecine (1891) et celle des maîtres (1893) suivirent.

### Depuis 1896: Columbia University

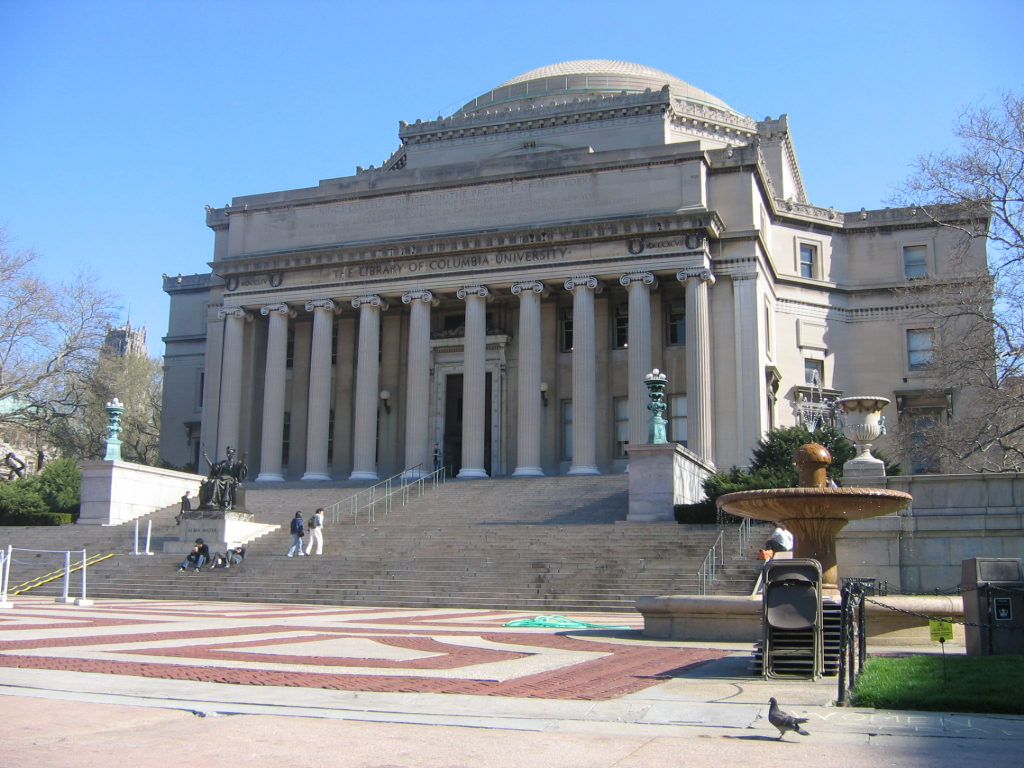
Low Memorial Library, sur le campus de Columbia, 1896.

En 1896, le campus change à nouveau de nom et devient « Columbia University in the City of New York » afin de pouvoir différencier l’institution undergraduate (datant de la fondation) de l’université dans son ensemble. En effet, celle-ci comprenait à l’époque, outre Columbia College, une école undergraduate (cycle d'études court) d’ingénierie et des filières graduate (cycle d'études long) en sciences, ingénierie, médecine, droit, éducation, commerce, science politique et philosophie. Dans le même temps, le campus change de localisation et se fixe dans le quartier Morningside Heights, au sein de l'Upper West Side et à proximité de Central Park.
En 1893, les Columbia University Press sont fondées et on compte parmi ses plus prestigieuses publications la Columbia Encyclopedia (1935), et la Columbia Lippincott Gazetteer of the World (1952).
En 1902, le magnat new-yorkais de la presse Joseph Pulitzer fait don d'une grande somme d'argent à l'université pour que soit fondée une école de journalisme, qui voit le jour en 1912 (Graduate School of Journalism). L’école de journalisme gère depuis l’attribution des prix Pulitzer.
Dans les années 1930, l'université s'oppose avec des organisations conservatrices au manuel d'histoire progressiste Man and His Changing Society de Harold Rugg. Son président déclare : « un prolétariat éduqué est une source constante de désordre et de danger pour toute nation ».
De 1948 à 1953, Dwight Eisenhower est président de l'université avant de devenir président des États-Unis.
En 1968, des manifestations ont lieu sur le campus contre la guerre du Vietnam.
L’université Columbia est aujourd'hui reconnue comme l'une des plus prestigieuses universités au monde et son intégration par les étudiants est l'une des plus sélectives du pays. Sa Collection de Manuscrits, qui a bénéficié entre autres d'un legs de l'éditeur G. A. Plimpton en 1936, comporte plusieurs incunables, dont l'Arithmétique de Trévise (1478). Le campus occupe six blocs et couvre environ 132 000 m2 dans Morningside Heights, un quartier nord situé dans l'Upper West Side de Manhattan. Il existe un autre campus de l'université plus au nord, uniquement destiné à la médecine, dans le quartier de Washington Heights. Columbia est ainsi le troisième propriétaire foncier à New York après la municipalité et l'Église catholique. Elle est également l'un des principaux employeurs de Manhattan.
À la suite des manifestations étudiantes propalestiniennes de 2024, début 2025, lors du second mandat de Donald Trump, ce dernier suspend le versement à l'université de ses financements fédéraux, soit 400 millions de dollars, demandant plusieurs changements pour limiter les manifestations sur le campus, protéger les étudiants juifs, ou mieux superviser les enseignements liés au conflit israélo-palestinien. Dès mars 2025, l'université met en place ces changements, mais cela conduit l'université Columbia a supprimé 180 postes à cause de ces coupes.

## Chiffres clés
En 2017 :
- Nombre d'étudiants : 32 429

- Taux d'admission : 5,5 %

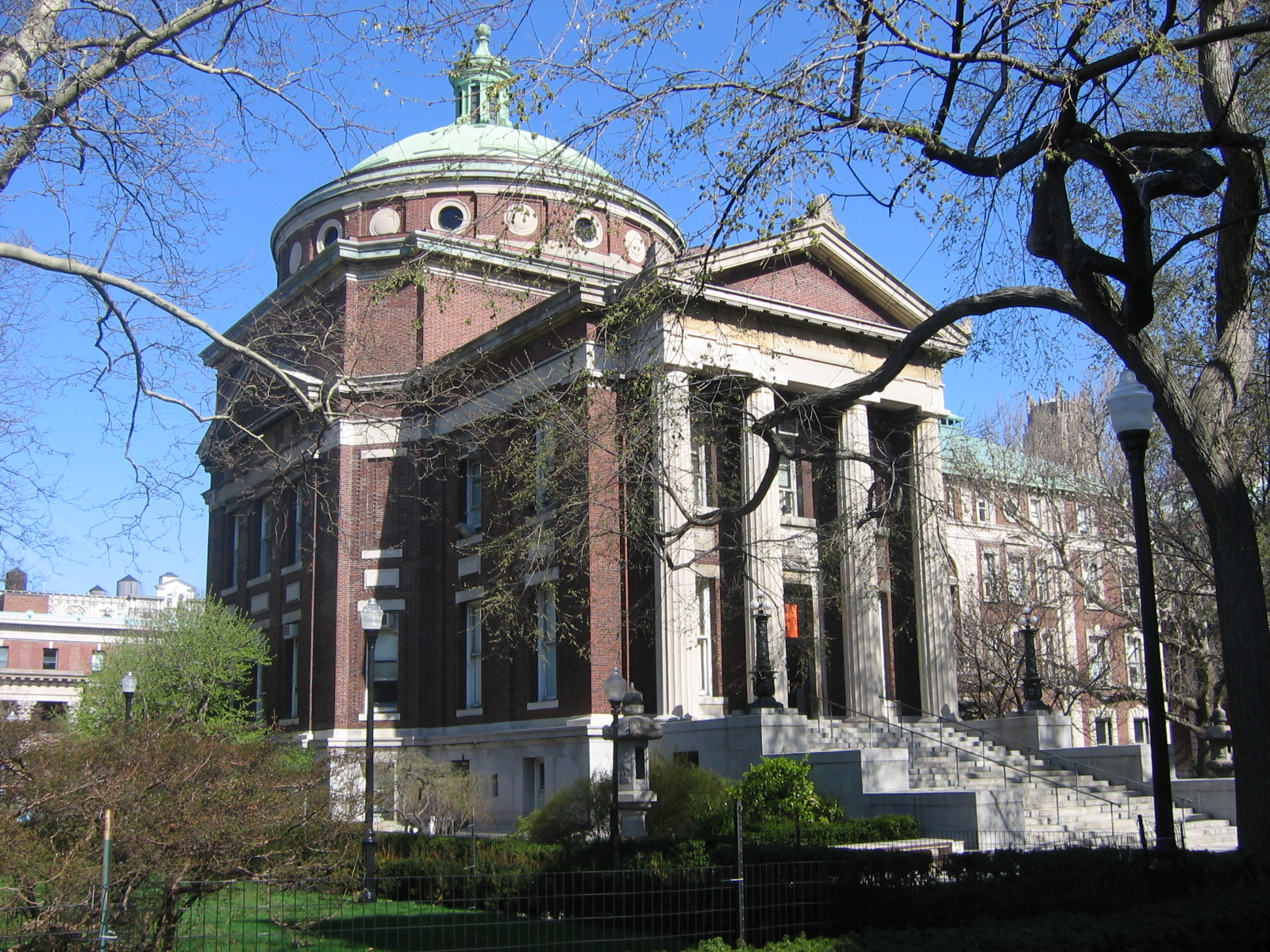
Earl Hall, université Columbia.

- Nombre de professeurs permanents : 4 114

- Nombre de volumes détenus (22 bibliothèques) : 13 209 236

- Budget : 4,79 milliards de dollars
- Fonds de dotation : 10 milliards de dollars

## Filières
Les filières de l'université se répartissent selon deux cycles, les undergraduate studies qui correspondent aux quatre premières années d'études et donnent accès au diplôme du baccalauréat, et les graduate studies qui permettent d'accéder à une maîtrise ou un doctorat.

### Undergraduate studies
Le cycle undergraduate est composé de quatre filières : 
1. Columbia College (CC) ;
2. Fu Foundation School of Engineering and Applied Science (SEAS) ;
3. School of General Studies (GS) ;
4. Barnard College (BC)[13].

Columbia offre par ailleurs des doubles-diplômes de niveau baccalauréat avec Sciences Po Paris, l'université municipale de Hong Kong, et Trinity College Dublin.

### Graduate studies
Columbia possède un grand nombre de filières graduate (études accessibles après un cycle undergraduate) extrêmement réputées :

## Partenaires

### Aux États-Unis
L'université est membre de l'Ivy League, qui correspond aux huit universités les plus prestigieuses des États-Unis. Elle entretient donc des liens très étroits avec les autres universités de l'Ivy League telles que Harvard ou Yale. Ces liens se retrouvent dans le domaine sportif, car les huit universités de l'Ivy League appartiennent à la même division de NCAA.
En outre, Columbia University possède d'importants accords avec Barnard College (non mixte, membre des Sept Sœurs, un groupe d’undergraduate liberal arts colleges fondés entre 1837 et 1889 pour accueillir et éduquer des filles uniquement), avec le Teachers College, le Jewish Theological Seminary et le Union Theological Seminary. De par ces liens étroits, c’est Columbia University qui décerne les diplômes aux étudiants de Barnard College et du Teachers College.

### Dans le monde
L'université est présente dans toutes les parties du monde avec ses Global Centers, qui visent à assurer une présence continue de l'université dans ces différents lieux et entretenir des liens dans la recherche et l'éducation avec les acteurs locaux.
De plus, elle a noué différents partenariats avec d'autres universités dans le monde pour offrir des doubles diplômes, au niveau undergraduate (double diplôme avec Sciences Po Paris) ou post-graduate (LSE, université Bocconi, Paris-I Panthéon-Sorbonne).
Elle est également affiliée à plusieurs hôpitaux de prestige comme l’hôpital américain de Paris (Neuilly-sur-Seine).
En France, dans les sciences humaines elle a noué un partenariat avec l'École des hautes études en sciences sociales (EHESS), l'École normale supérieure (Paris) (ENS) et l'École normale supérieure de Lyon (ENS de Lyon).

## Campus

### Morningside Heights
Quelle que soit la discipline étudiée, la plupart des étudiants graduate et undergraduate sont regroupés sur un campus unique, puisque telle était la tendance à la fin du XIXe siècle et au début du XXe, pendant la présidence de Seth Low notamment. Le campus est l'œuvre de trois architectes reconnus (McKim, Mead, et White) et il est considéré comme une de leurs réalisations les plus remarquables.
Le campus principal de Columbia occupe plus de six blocks new-yorkais, il couvre environ 132 000 m2 à Morningside Heights, un quartier situé entre le Upper West Side et une partie de Harlem ; on y trouve de nombreux établissements d'enseignement. Columbia détient plus de 7 000 appartements à Morningside Heights dans lesquels logent les universitaires, les graduates students et le personnel de l'université. L'ajout de nouveaux bâtiments n'a souvent pu se faire qu'au prix de débats très polémiques. Cependant, les opposants à l'agrandissement du campus ont parfois développé des arguments dépassant la simple question de l'architecture du campus et visant souvent l'administration de l'université.
Ce fut par exemple le cas de Uris Hall, construit dans les années 1960 derrière Low Library, tout comme du plus récent Lerner Hall, une structure déconstructiviste finalisée en 1998 et supervisée par le Dean of Architecture de Columbia à l'époque, Bernard Tschumi. Les mêmes débats se sont reproduits dans la problématique actuelle de l'expansion du campus à Manhattanville, quelques blocks plus haut que le campus principal.
Les vingt-deux bibliothèques de Columbia contiennent plus de treize millions de volumes. L'intérêt de l'Avery Architectural and Fine Arts Library est tout particulier, puisqu'il s'agit de la plus grande bibliothèque d'architecture aux États-Unis, et l'une des deux plus grandes du monde. Cette bibliothèque regroupe près d'un demi million de livres, la plupart étant consultables uniquement sur place. La bibliothèque s'est lancée dans la constitution d'un index des publications architecturales, et l'Avery Index to Architectural Periodicals est aujourd'hui une référence mondiale pour la recherche d'informations relatives à l'architecture dans la littérature périodique. L'index Avery est extraordinairement complet pour les publications datant des années 1930 à nos jours mais les ressources sont plus limitées pour les périodes antérieures.

### Autres campus
Pour les filières médicales, le Columbia Irving University Medical Center est situé dans le quartier de Washington Heights, cinquante blocs plus haut que le campus principal. Le Baker Field est lui aussi une propriété de l'université Columbia : on y trouve des terrains de sport, des pistes de course, des courts de tennis, et on peut y pratiquer l'aviron à la pointe nord de Manhattan, dans le quartier d'Inwood. Il existe un troisième campus, le Lamont-Doherty Earth Observatory, à Palisades, sur la rive ouest de l'Hudson River ; il est consacré aux sciences de la Terre.
Columbia University est aussi présente à Paris avec le Reid Hall, un pôle d'enseignement situé dans un petit hôtel particulier d'époque classique, rue de Chevreuse, dans le 6e arrondissement. Cet immeuble a abrité au XIXe siècle un des ateliers de la célèbre fabrique de porcelaine Dagoty (1798-1823), puis de 1834 à 1893 l'Institution Keller, maison d'éducation protestante fondée par Valdemar Monod (1807-1870), frère d'Adolphe (le célèbre prédicateur) et Jean-Jacques Keller (1809-1889), et qui compta parmi ses élèves André Gide (Prix Nobel), William Waddington (président du Conseil), Henri-Gustave Joly de Lotbinière (premier ministre du Québec), Francis de Pressensé (président de la Ligue des droits de l'Homme)...

## Vie étudiante
Traditionnellement, l'université Columbia recrutait ses étudiants parmi les écoles préparatoires américaines, un système parallèle d'exception aux lycées publics américains, comme Exeter, Deerfield, et Choate, ainsi que parmi les meilleurs lycées privés laïcs ou religieux de New York, comme Horace Mann. Aujourd'hui, la plupart des étudiants proviennent de partout aux États-Unis, mais également du monde entier, rendant le campus l'un des plus cosmopolites au monde.
Columbia est en relation directe avec la Juilliard School of Music, le Musée américain d'histoire naturelle de Central Park (American Museum of Natural History) mais aussi avec l'université d'Oxford, de Cambridge et la London School of Economics en Angleterre, l'Institut d'études politiques de Paris, l'université Bocconi de Milan ou La Sapienza de Rome. Les bibliothèques universitaires abritent de nombreux manuscrits et livres rares, notamment une importante collection de manuscrits religieux juifs.

### Lieux clés de la vie étudiante

#### Alma Mater

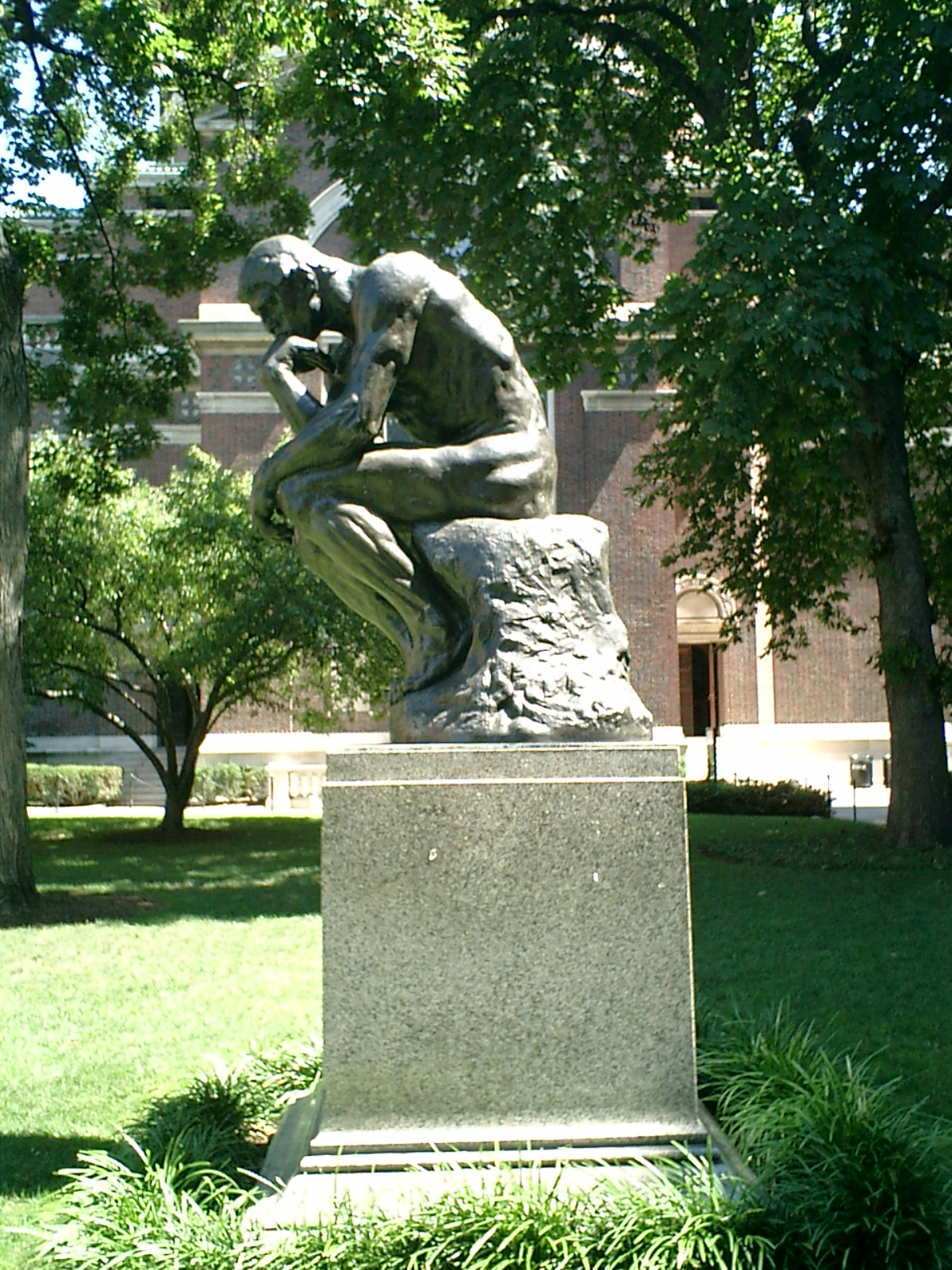
Un Penseur de Rodin sur le campus de l'université Columbia, New York.

L’Alma Mater est la statue de la déesse Minerve qui trône sur les marches de Low Library depuis 1904 ; on dit qu’en cas d’événement fâcheux et imprévu venant perturber ce règne centenaire, l’université possède plusieurs autres versions de la déesse de la sagesse, de la guerre, des sciences et des arts afin de remplacer ce symbole de Columbia le plus rapidement possible. La statue a été réalisée par Daniel Chester French, qui est également l’auteur de la statue de John Harvard à Harvard Yard. On dit de lui qu’il était un taxidermiste passionné, cachant un hibou dans nombre de ses œuvres. On peut d’ailleurs voir un hibou dans les plis du vêtement de Minerve, et la tradition de l’université veut que le premier étudiant de la promotion à découvrir où se cache le hibou terminera major de son année. À l’époque où Columbia était réservée aux garçons, la légende voulait que tout étudiant qui découvrait le hibou dès son premier essai se marierait avec une fille de Barnard College, voisin de Columbia.

#### Butler Library
La bibliothèque principale du campus, très fréquentée en période d’examens, est composée de trois grandes parties : les rayons, les salles de travail, et le café. Souvent, les étudiants laissent leurs affaires au bureau qu’ils occupent pendant des jours d’affilée, ne s’absentant que quelques heures pour dormir (Butler Library fonctionne 24 heures sur 24, contrairement à la majorité des bibliothèques). Pendant les partiels, les étudiants doivent cependant se lever très tôt et arriver avant 7 h du matin pour avoir l'espoir d'y obtenir une place. On trouve à Butler 2 des 13 millions de livres que possède l’université, la plupart relevant de la littérature ou de sciences sociales. On peut également y trouver des livres rares et des manuscrits, notamment médiévaux.

#### Résidences
Les étudiants de première année vivent le plus souvent dans des bâtiments qui leur sont réservés : Hartley, Wallach, John Jay, Furnald, ou Carman. Mais pour l’attribution de la chambre universitaire, la majorité des étudiants passe par la housing lottery. Selon le résultat, ils peuvent donc passer leur année à Broadway, à East Campus, 47 Claremont, Hogan, McBain, à River, Ruggles, Schapiro, 600 W 113th, Watt, à Wien ou à Woodbridge. Malgré l’aspect extérieur du bâtiment, beaucoup considèrent une suite dans East Campus comme la meilleure des solutions. En effet, elles accueillent six étudiants sur deux étages avec une cuisine, un espace de détente commun, des chambres simples spacieuses et un environnement calme. Une suite dans Hogan est également vue comme une très belle prise puisque les prestations sont à peu près les mêmes mais qu’en plus, les restaurants de Broadway et la station de métro sont extrêmement proches. Les étudiants les plus chanceux peuvent vivre dans les chambres de Watt, qui ne sont ni plus ni moins que de petits studios pour deux.

#### «Steps»

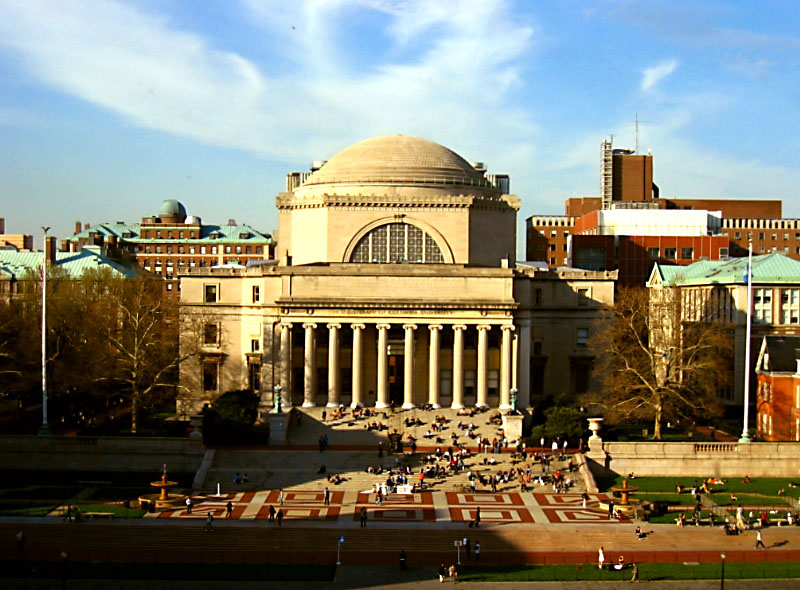
La Low Memorial Library, de style byzantin, et ses marches.

Les « Steps » ou « Low Steps » sont un point de rencontre privilégié pour les étudiants de Columbia, et un endroit agréable pour passer des moments entre amis. Ce nom fait bien sûr référence aux imposantes marches (« steps », en anglais) de granite gris clair qui partent de la partie basse du campus pour mener jusqu'à la Low Library, qui domine la place principale du campus ; les steps donnent aussi vers les pelouses de l’Upper Campus et sur Low Plaza. Aujourd'hui, les « Steps » sont un lieu emblématique de la vie urbaine new yorkaise, à tel point que quand il fait doux, notamment au printemps, elles sont littéralement assaillies par les étudiants et les intellectuels qui viennent y discuter, lire ou tout simplement siroter une boisson ou prendre un bain de soleil. Lorsqu’il fait vraiment chaud, ce sont plutôt les pelouses du campus qui accueillent les étudiants, et le campus devient une plage de sable vert en plein New York. De temps à autre, des projections de films et des concerts sont organisés sur les steps. La troupe de théâtre The King's Crown Shakespeare Troupe joue tous les ans une pièce du dramaturge anglais, et accorde aux steps une place non négligeable dans le spectacle.

#### Sundial
Le promontoire de pierre qui s’élève au milieu de la place centrale du campus de Morningside est aujourd’hui utilisé comme estrade pour des déclarations et des discours variés. Cependant, il avait été conçu pour accueillir une grosse sphère de granite censée indiquer l’heure grâce à son ombre, à la manière d’un cadran solaire. Ce fut d’ailleurs le cas d’environ 1914 à 1946, mais l’apparition de fêlures dans le Sundial a convaincu l’administration de le retirer. Depuis la date à laquelle elle a été retirée, tout le monde croyait que la grosse boule de pierre avait été détruite, mais elle a été retrouvée intacte dans un champ du Michigan en 2001. Aujourd’hui, en 2006, il paraît peu probable que le Sundial retrouve un jour sa place d’origine.

#### Tunnels
Un immense réseau de tunnels parcourt les sous-sols de l’université Columbia, ce qui n’est pas sans alimenter quelques rumeurs. On parle de tunnels traversant Broadway (alors même qu’une ligne de métro passe sous cette avenue, ce qui rend l’existence d’un tunnel assez peu probable), d’étages contaminés par de l’uranium et les rumeurs vont bon train sur la présence ou non d’un tunnel entre tel et tel bâtiment. Ken Hetchman (aujourd’hui journaliste — capturé par le régime taliban en 2001) est une légende du Columbia souterrain pour être un visiteur de longue date de ses tunnels. Les noms des étudiants assez téméraires pour risquer une expédition dans les sous-sols ont été gravés sur les murs des tunnels de l'université. Aujourd’hui, la moitié des tunnels ont une existence avérée, l’autre moitié étant simplement attestée par quelques étudiants explorateurs.

#### Sur Internet
Ces dernières années, la vie étudiante en ligne à Columbia a connu un développement marqué. Par exemple, le Bwog connaît une notoriété grandissante ainsi que CULPA. Ce dernier outil est considéré par beaucoup comme une aide très précieuse pour le choix des cours avec ses 10 000 critiques. Toutefois, ces dernières étant anonymes, elles ne sont pas toujours objectives (voire clairement biaisées), ce qui justifie quelques réserves à l’égard de ce site ; faute de mieux, cependant, les étudiants doivent composer avec les vues parfois très personnelles de leurs prédécesseurs. Ce site n’est pas reconnu par l’administration de l’université Columbia, d'où l’usage du mot « underground » dans l’acronyme qui le désigne.
D’autres ressources en ligne, comme CampusNetwork (sur le même créneau que Facebook) et SpecBlogs (le blog du Columbia Daily Spectator) ont plus ou moins été avorté. Bored at Butler (un forum de discussion anonyme), quant à lui, revient à la rentrée scolaire 2006-2007.

### Vie sportive et culturelle
Columbia s'enorgueillit d'avoir le deuxième plus ancien journal étudiant des États-Unis, le Columbia Daily Spectator. Le magazine humoristique Jester, a été créé en 1899 et édité par Allen Ginsberg. La Columbia Review, est le plus ancien magazine littéraire universitaire. Le magazine Blue & White date quant à lui de 1892. Fondée en 2001, la Columbia Political Review (CPR) offre également un forum ouvert à la pensée et aux débats politiques sur le campus.
Chaque année le spectacle universitaire (Varsity Show) tourne en dérision les traditions et les étudiants de Columbia, ainsi que les autres universités.
Le sport à Columbia possède aussi une longue histoire : le nautisme fut le premier sport de l'université. L'équipe de football est l'une des plus anciennes du pays. Elle a remporté le Rose Bowl en 1934. La lutte fait aussi partie des anciennes traditions de l'université. Dans le domaine sportif, les Lions de Columbia défendent les couleurs de l'université.
Des sportifs issus des rangs de Columbia :
- Lou Gehrig (baseball) ;
- Sid Luckman (football) ;
- Nicolas Prost (pilote automobile).

L'université possède entre autres la collection Plimpton, dont la tablette Plimpton 322, l'un des plus vieux documents mathématiques connus.

### Manifestations estudiantines
En 1968, les étudiants de Columbia ont manifesté pour exprimer leur désaccord face à la décision de construire le gymnase de l’université sur le site voisin de Morningside Park ; les jeunes mobilisés y voyaient une attaque contre la communauté noire de Harlem, tout proche. Mais ces manifestations répondaient aussi à la position de l’administration sur un autre sujet, puisqu’elle refusait que l’université renonce à sa collaboration avec l’Institute for Defense Analyses (IDA), le think-tank du Pentagone sur les questions d’armement. Au cours du mouvement, les étudiants barricadèrent Hamilton Hall et la police de la ville fut appelée en renfort pour arrêter les émeutiers, ou tout au moins pour les contrer par la force.
Une autre manifestation étudiante se solda par une occupation de Hamilton Hall, mais aussi par une grève de la faim. Ainsi, en 1983, de jeunes activistes tentèrent de convaincre les administrateurs de l’université de suspendre tout investissement alimentant directement ou indirectement les soutiens du régime ségrégationniste en Afrique du Sudpuis se renouvellera le 8-25 avril 1985avant celle pour la Palestine (État) ceci 29 ans plus tard au 4ème semestre 2024,(voir aussi ci-dessous).
En avril 2024, l'université Columbia devient l'épicentre d'un mouvement en soutien à la cause palestinienne, qui se propage à partir de Columbia sur d'autres campus américains. Le New York City Police Department intervient le 30 avril dans l'université pour déloger les manifestants qui se barricadaient dans Hamilton Hall. L'ensemble des manifestants est évacué du campus. Les manifestants propalestiniens exigent que leurs universités coupent les ponts avec des mécènes ou entreprises liés à Israël, ce que Columbia refuse. Ces manifestations propalestiniennes s'inscrivent dans un débat agité entre préservation de la liberté d'expression d'une part et accusations d'antisémitisme de l'autre.

## Personnalités liées à l'université
Columbia compte 101 prix Nobel affiliés comme anciens étudiants, professeurs ou membres du personnel, plus que toute autre institution de recherche ou université au monde. 34 chefs d’État (dont le président Barack Obama), 20 milliardaires vivants, 29 récompensés aux Oscars, plus de 90 prix Pulitzer, 45 athlètes olympiques, et 9 juges de la Cour suprême des États-Unis sont sortis de ses rangs.

### Professeurs
- Ryuichi Abe, professeur de religions japonaises.
- Elizabeth Alexander, écrivaine
- Séverine Autesserre, autrice et spécialiste en sciences politiques
- Franz Boas, anthropologue
- Pierre-André Chiappori, économiste
- Antoine Compagnon, Professeur de littérature française
- Maryse Condé, romancière française
- Pierre Dansereau, écologue reconnu pour ses recherches sur les écosystèmes.
- Panagióta Daskalopoúlou, professeure de mathématiques
- Johanna Drucker, historienne et philosophe de l'art
- Fabien Lévy, compositeur
- Barbara Wharton Low, biochimiste et biophysicienne
- Alondra Nelson, écrivaine, anthropologue et sociologue américaine
- Katharina Pistor, juriste
- Adrienne Rich, poète, écrivain, essayiste
- Emmanuelle Saada, historienne et sociologue
- Bjarne Stroustrup, inventeur du langage de programmation C++
- Michael K. Young, professeur Fuyo de droit japonais

### Étudiants
- Faye Glenn Abdellah (1919-2017), amirale et théoricienne du soin infirmier.
- Virginia Dare Aderholdt (1910-1997), cryptographe et traductrice.
- Encarnación Alzona (1895-2001), féministe et historienne philippine. Elle y obtient un doctorat en histoire.
- Bhimrao Ramji Ambedkar, juriste et homme politique indien qui est le rédacteur de la Constitution indienne. Il y a obtenu un doctorat en droit.
- Grace Andrews, mathématicienne
- Isabel Andreu de Aguilar (1887-1948), écrivaine, enseignante, philanthrope, suffragette et activiste de Porto Rico, y a étudié la sociologie.
- Laurie Anderson, artiste interprète américaine.
- Virginia Apgar, éminente médecin anesthésiste.
- Julia Bacha (1980), réalisatrice brésilienne.
- Robert Badinter, avocat, universitaire, essayiste et homme politique français.
- Virginia Thompson (1903-1990), politiste et historienne
- Patricia Bath (1942-2019) chirurgienne en ophtalmologie créatrice du procédé d'opération de la cataracte par rayon laser
- Ruth Benedict, anthropologue
- Thomas Berry Brazelton, pédiatre
- Bill Berkson, écrivain, professeur d'université.
- Warren Buffett, homme d'affaires et milliardaire américain.
- Robert Cialdini, psychologue social américain, auteur du best seller Influence et manipulation.
- Helen H. Gardener, romancière, essayiste
- Ashraf Ghani, président de la République afghane
- Nikki Giovanni, poète, écrivaine, universitaire
- Helen Eugenia Hagan (1891-1964), pianiste, professeure de musique et compositrice américaine d'origine africaine.
- Ardelia Ripley Hall, chargée des affaires culturelles au département d'État des États-Unis
- Paul Hawkshaw, professeur de musique à l'université Yale.
- Marie Howe, écrivaine et universitaire
- Zora Neale Hurston, anthropologue, romancière, folkloriste afro-américaine
- Umu Hawa Tejan-Jalloh (1949-), avocate sierra-léonaise.
- Suad Joseph, anthropologue américano-libanaise
- Radovan Karadžić, premier président de la république serbe de Bosnie,
- Dorothea Lange, photographe et documentariste
- John Purroy Mitchel, maire de New York de 1914 à 1917
- Sara Menker, spécialiste en intelligence artificielle et entrepreneuse éthiopienne
- Mosia de Nthabiseng, entrepreneure sud-africaine
- Charles North, poète, essayiste, éditeur
- Barack Obama, 44e président des États-Unis
- Funke Opeke, entrepreneuse nigériane
- Mary Pepchinski (1955-), architecte et historienne de l'architecture
- Geneviève Pezet, artiste peintre et sculptrice franco-américaine
- Clara Porset, designeuse mexicaine
- Claudia Rankine, poète, dramaturge, universitaire
- Ethel Raybould (1899-1987), mathématicienne australienne,$
- Julia Salazar, membre du Sénat de l'État de New York.
- Mark Sandrich, réalisateur, producteur et scénariste
- Samuel Schoenbaum, biographe américain de William Shakespeare
- Tracy K. Smith, poète, anthologiste, traductrice et professeure d'université américaine
- Claudette Sorel (1932 - 1999) pianiste et pédagogue franco-américaine.
- Vira Vovk, écrivaine et poétesse ukrainienne et brésilienne
- Adrianne Wadewitz, encyclopédiste, contributrice majeure de Wikipédia
- Kim Wall, journaliste.
- Alisse Waterston, anthropologue.
- Constance Mabel Winchell, bibliothécaire américaine.
- Andrew Yang, entrepreneur et politicien américain, y a étudié le droit
- Heather Zar, scientifique sud-africaine
- Nuotama Bodomo (1988), réalisatrice et scénariste ghanéenne.

## Columbia dans la culture populaire
Dans la saison 3 de Gossip Girl, Nate Archibald, représentant de la jeunesse dorée new yorkaise, est étudiant à l'université Columbia. Dans la saison 4, Blair Waldorf et Serena Van Der Woodsen le sont également.
Dans la série Les Soprano, Meadow est étudiante à l'université Columbia.
À partir de la saison 5 (2012) de la série Castle, Alexis Castle est étudiante à l'université Columbia.
Dans la série américaine How I Met Your Mother (CBS) Marshall Eriksen est un ancien étudiant de l'université (Columbia Law School). Dans cette même série, Ted Mosby, ami de Marshall Eriksen, est professeur d'architecture à l'université Columbia.
Dans le film Sexy Dance 3D, Moose et Camille sont étudiants à l'université Columbia.
Dans la série Suits : Avocats sur mesure (saison 4), Rachel Zane fait ses études de droit à l'université Columbia, pour devenir avocate en droit international.
L'université apparaît aussi dans les jeux vidéo Grand Theft Auto IV  et Grand Theft Auto: Chinatown Wars  sous le nom de Vespucci University.
Dans le roman J'ai avalé un arc-en-ciel d'Erwan Ji, la protagoniste/narratrice est admise à l'université Columbia.
Dans la série de livres Journal d'une princesse, l'un des personnages principaux Michael Moscovitz devient étudiant à Columbia où il étudiera la robotique afin d'aider dans le domaine médical.